# Bovey
Bovey és una població dels Estats Units a l'estat de Minnesota. Segons el cens del 2000 tenia 662 habitants.

## Demografia
Segons el cens del 2000, Bovey tenia 662 habitants, 302 habitatges, i 169 famílies. La densitat de població era de 112,1 habitants per km².
Dels 302 habitatges en un 23,2% hi vivien nens de menys de 18 anys, en un 43,4% hi vivien parelles casades, en un 10,3% dones solteres, i en un 44% no eren unitats familiars. En el 36,1% dels habitatges hi vivien persones soles el 20,5% de les quals corresponia a persones de 65 anys o més que vivien soles. El nombre mitjà de persones vivint en cada habitatge era de 2,19 i el nombre mitjà de persones que vivien en cada família era de 2,83.
Per edats la població es repartia de la següent manera: un 23% tenia menys de 18 anys, un 11,2% entre 18 i 24, un 24,9% entre 25 i 44, un 22,4% de 45 a 60 i un 18,6% 65 anys o més.
L'edat mediana era de 38 anys. Per cada 100 dones de 18 o més anys hi havia 90,3 homes.
La renda mediana per habitatge era de 25.662 $ i la renda mediana per família de 33.750 $. Els homes tenien una renda mediana de 28.571 $ mentre que les dones 19.500 $. La renda per capita de la població era de 16.127 $. Entorn del 19,5% de les famílies i el 22,3% de la població estaven per davall del llindar de pobresa.

## Poblacions més properes
El següent diagrama mostra les poblacions més properes.